# Beauvoir (Sarthe)
Pour les articles homonymes, voir Beauvoir.
Beauvoir est une ancienne commune française du département de la Sarthe et la région Pays de la Loire, intégrée au territoire d'Aillières-Beauvoir depuis 1964.

## Toponymie
Le nom de la localité est attesté sous la forme de Bello Videre en 1248 et en 1149, Parrochia de Bello Visu en 1274, Bellus visus en 1687. D’après Taverdet, il proviendrait du latin Bellum Videre qui signifie « belle vue ». C’est tout simplement l’endroit d’où l’on jouit d’une belle vue, ce qui n’était pas négligeable pour voir arriver l’ennemi au Moyen-âge.

## Histoire
En 1964, Aillières (136 habitants en 1962) absorbe Beauvoir (152 habitants).

## Démographie
| 1793 | 1800 | 1806 | 1821 | 1831 | 1836 | 1841 |
| ---- | ---- | ---- | ---- | ---- | ---- | ---- |
| 222  | 275  | 277  | 295  | 307  | 345  | 340  |

| 1846 | 1851 | 1856 | 1861 | 1866 | 1872 | 1876 |
| ---- | ---- | ---- | ---- | ---- | ---- | ---- |
| 331  | 338  | 302  | 295  | 289  | 277  | 307  |

| 1881 | 1886 | 1891 | 1896 | 1901 | 1906 | 1911 |
| ---- | ---- | ---- | ---- | ---- | ---- | ---- |
| 285  | 244  | 247  | 242  | 238  | 245  | 233  |

| 1921 | 1926 | 1931 | 1936 | 1946 | 1954 | 1962 |
| ---- | ---- | ---- | ---- | ---- | ---- | ---- |
| 203  | 212  | 201  | 225  | 234  | 196  | 152  |

## Lieux et monuments
- Julien Rémy Pesche rapporte que l'église Sainte-Marguerite était déjà détruite en 1829, les paroisses ayant été réunies bien avant les deux communes d'Aillières et de Beauvoir[6].
- Forêt de Perseigne.

## Personnalités liées
- René Dagron (1813 à Beauvoir - 1900) inventeur du microfilm.